# Les Bandits
Pour les articles homonymes, voir Bandit (homonymie).
Pour plus de détails, voir Fiche technique et Distribution.
Les Bandits (Llanto por un bandido) est un film franco-italiano-espagnol de Carlos Saura sorti en 1964.

## Synopsis
En Espagne, après la défaite napoléonienne, le pays est à nouveau troublé par la lutte entre les royalistes et les libéraux. Les campagnes sont hantées par de nombreux groupes de bandits. Ceux-ci ont largement contribué à la guérilla contre les Français, mais, l'étranger parti, ils se sont remis à leurs activités de pillage. Le gouvernement lance alors des opérations pour les liquider au sens propre : les bandits arrêtés ne sont pas emprisonnés, mais garrottés en place publique.
Voulant en finir avec cette vie d'homme traqué, un chef de bande décide de changer de vie et de quitter la montagne. Mais cette décision n'est pas du goût des autres membres de la bande.

## Fiche technique
- Titre original : Llanto por un bandido
- Titre français : Les Bandits
- Titre alternatif : La Charge des rebelles
- Réalisation : Carlos Saura
- Scénario : Mario Camus, Carlos Saura
- Décors : Enrique Alarcón
- Photographie : Juan Julio Baena
- Musique : Carlo Rustichelli
- Montage : Pedro del Rey
- Production exécutive : José Luis Dibildos
- Sociétés de production : Atlantica Cinematografica Produzione Films, Ágata Films, Méditerranée Cinéma
- Pays d'origine :  France,  Espagne,  Italie
- Langue originale : espagnol
- Format : couleur (Eastmancolor) — 35 mm — 2,35:1 (CinemaScope) — son Mono
- Genre : film d'aventures
- Durée : 100 minutes
- Date de sortie :
  - Espagne : 1er septembre 1964

## Distribution
- Francisco Rabal : José María El Tempranillo (es)
- Lea Massari : María Jerónima
- Philippe Leroy : Pedro Sánchez
- Lino Ventura : El Lutos
- Manuel Zarzo : El Sotillo
- Silvia Solar : Marquise des Collines
- Fernando Sánchez Polack : Antonio
- Antonio Prieto : El Lero
- José Manuel Martín : El Tuerto
- Agustín González : Capitaine Valdés
- Gabriele Tinti : un officier (celui qui tue José Maria à la fin du film)
- Venancio Muro : Jiménez
- Rafael Romero : El Gitano
- Luis Buñuel : le bourreau
- Antonio Buero Vallejo : le magistrat
- Rafael Azqueta : le prêtre
- Pablo Runyan : Lewis, le peintre anglais

## Bande originale
- Musique populaire espagnole adaptée par Pedro del Valle et interprétée par Rafael Romero et Luisa Romero

## Autour du film
Le film est sorti en DVD sous le titre La Charge des Rebelles (2016 - LCJ)